# Empire colonial
Les empires coloniaux sont des ensembles de territoires que des États, disposant d'importantes forces militaires terrestres et navales, se sont appropriés au cours d'un processus qui a fini par embrasser la quasi-totalité du globe.
La notion d'empire territorial en est le soubassement, elle remonte aux premières grandes civilisations de l'Histoire. L'autre notion importante est le colonialisme, mais plus précisément encore, la volonté pour un État de transformer un autre peuple, ses terres et ses richesses, en une partie intégrante de son territoire. Du temps de l'Empire romain, on parlait de colonie romaine.
Si certains États ont d'abord pratiqué une politique d'isolement volontaire, tel le Japon de la Période Edo (1877), ils ont pu plus tardivement s'y lancer à leur tour, comme le Japon en Asie dans les décennies 1930 et 1940, dont l'expansionnisme en Chine dès 1937 marque le début effectif de la Seconde Guerre mondiale.
Pour les pays ouest-européens, la constitution de leurs empires découle de la période des Grandes découvertes européennes, grâce aux progrès de la navigation (gouvernail d'étambot, boussole, cartographie, sextant) et à la généralisation des armes à feu.

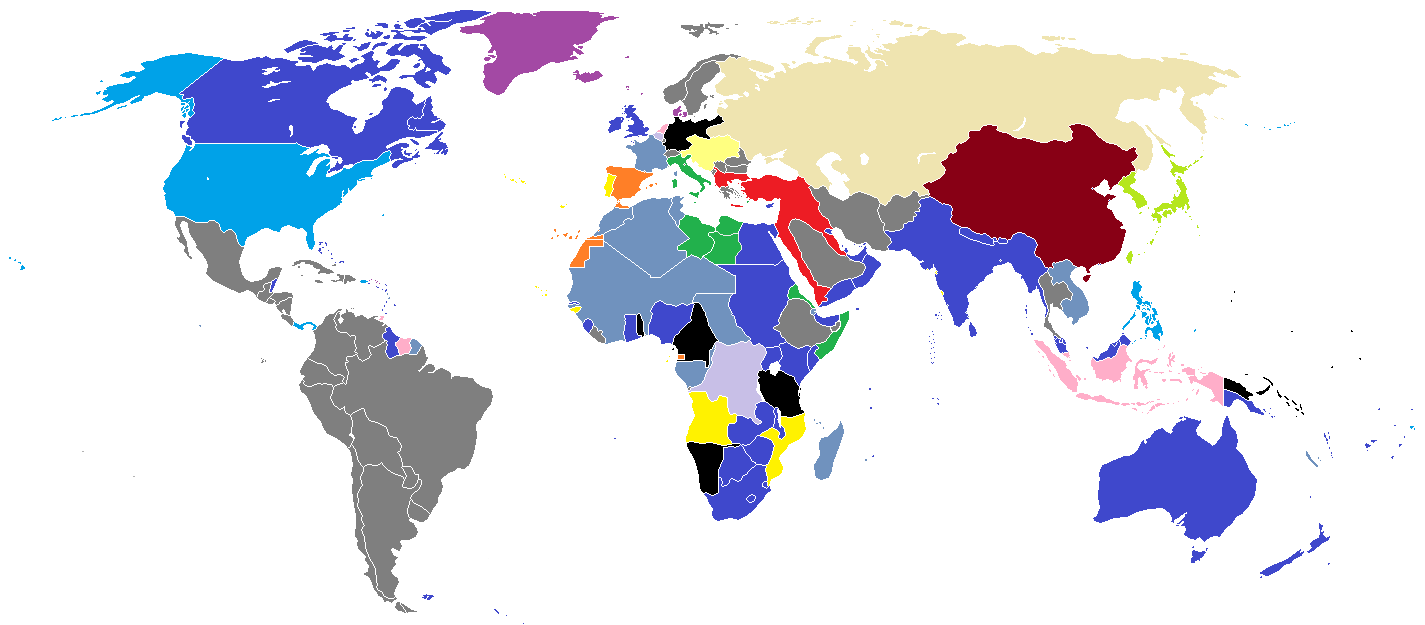
Les possessions coloniales en 1912.

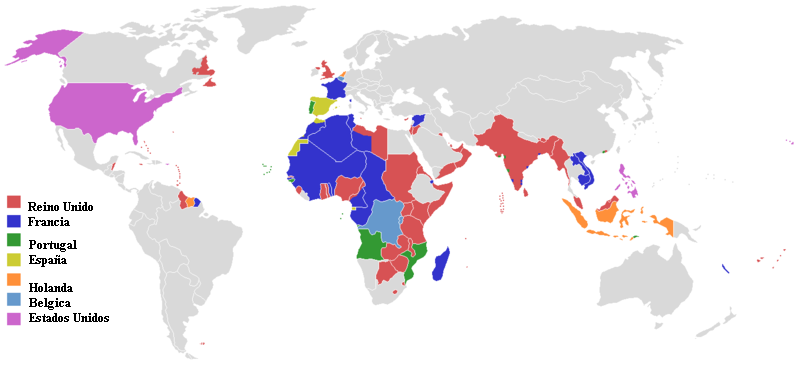
Carte du Monde présentant les possessions coloniales en 1945.

Les dates correspondent au début de la domination coloniale dans l'ensemble ou une partie du territoire, et au départ définitif de la puissance impériale.

## Empire colonial portugais

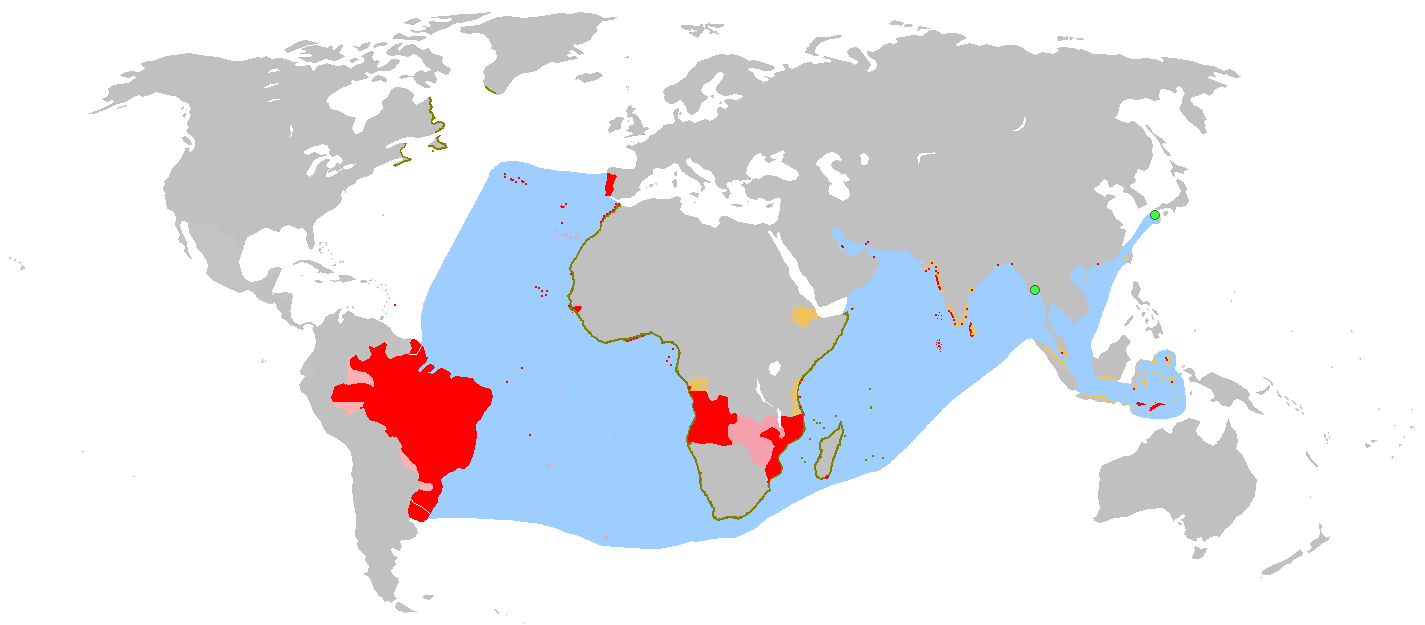
L'empire colonial portugais.

Liste des territoires ayant fait partie de l’empire colonial portugais :
- en Amérique
  - Brésil (1500-1822)
- en Afrique
  - Ceuta (1415-1580)
  - Tanger (1471-1661)
  - Cap-Vert (1462-1975)
  - Guinée-Bissau (XVIe-1975)
  - Sao Tomé-et-Principe (1485-1975)
  - Angola (XVIe-1975)
  - Mozambique (XVIe-1975)
- en Asie
  - Indes portugaises
    - Goa (1510-1961)
    - Daman et Diu (XVIe-1961)

  - Macao (1553-1999)
  - Timor oriental (XVIe-1975)
- divers comptoirs sur les côtes africaines et asiatiques au XVIe : Gorée, Elmina, Mombasa, archipel de Socotra, Ormuz, Calicut, Cochin, Colombo, Malacca, Bantam, Amboine, Moluques, etc.

## Empire colonial espagnol

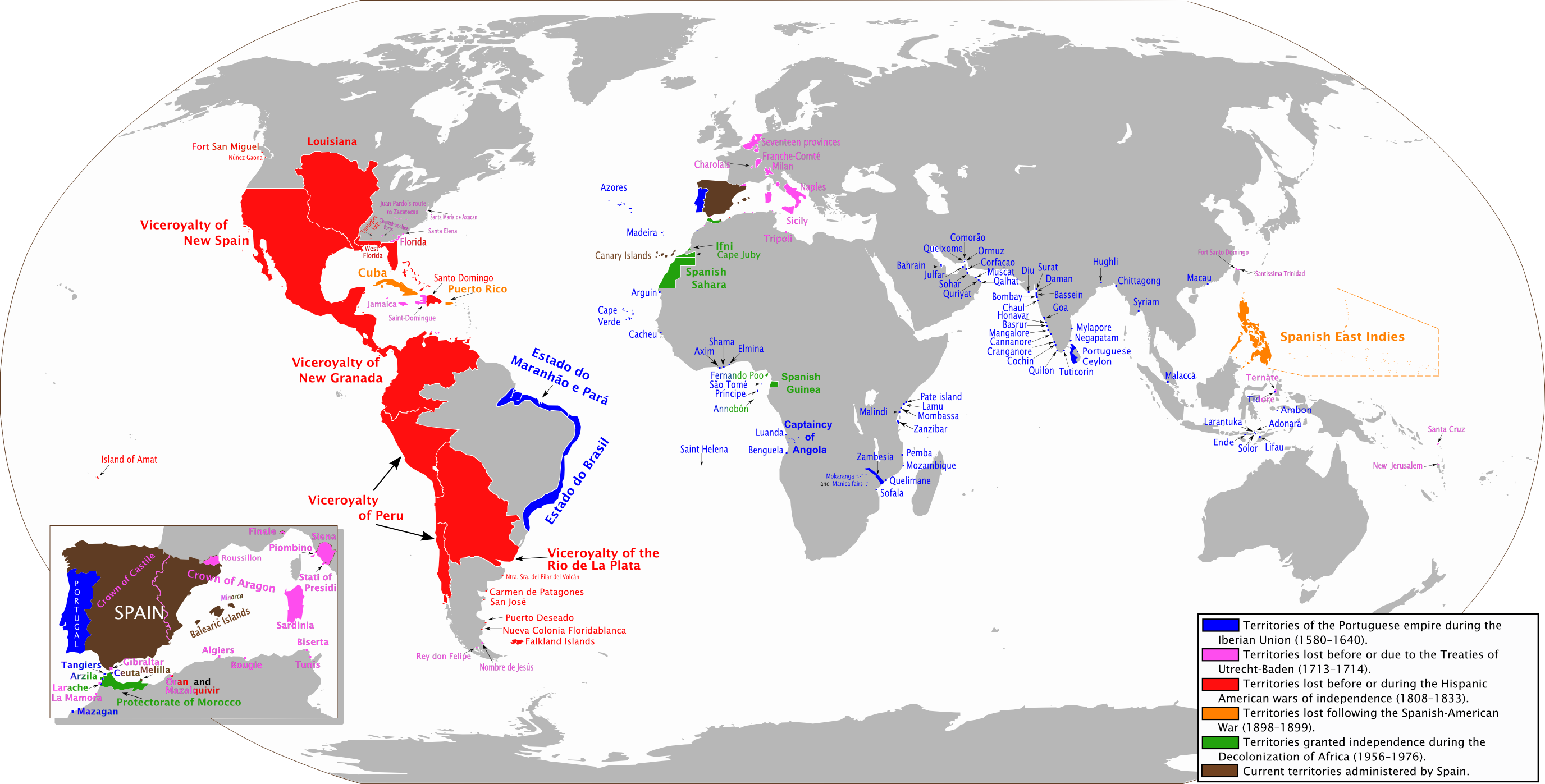
L'empire espagnol.

Liste des territoires ayant fait partie de l’empire colonial espagnol :
- en Amérique
  - Hispaniola
    - Haïti (XVIe-1697)
    - Saint Domingue (XVIe-1821)

  - Porto Rico (1508-1898)
  - Cuba (1511-1898)
  - Jamaïque (XVIe-1655)
  - Trinidad (1592-1797)
  - Mexique (+ Californie, Nouveau-Mexique, Arizona, Texas, etc.) (1521-1821)
  - Floride (1565-1819)
  - Louisiane (+ Grandes Plaines) (1763-1800)
  - Guatemala (XVIe-1821)
  - Salvador (1525-1821)
  - Honduras (1524-1821)
  - Nicaragua (1524-1821)
  - Costa Rica (1522-1821)
  - Panama (XVIe-1819)
  - Colombie (1525-1819)
  - Venezuela (1522-1821)
  - Équateur (1534-1822)
  - Pérou (1534-1824)
  - Bolivie (1545-1825)
  - Chili (1541-1818)
  - Paraguay (1537-1811)
  - Argentine (1580-1816)
  - Uruguay (1726-1814)
- en Asie et Océanie
  - Philippines (1565-1898)
  - Guam (1668-1898)
  - Îles Carolines (États fédérés de Micronésie, Palaos) (1886-1899)
- en Afrique
  - Îles Canaries (depuis 1479)
  - Ceuta (depuis 1580)
  - Melilla (depuis 1497)
  - Maroc (Rif) (1912-1956)
  - Sidi Ifni (enclave marocaine) (1912-1969)
  - Rio de Oro (Sahara occidental) (1886-1975)
  - Guinée équatoriale (1778-1968)
  - Présides nord-africains au XVIe (Oran, Bougie, Bône, Bizerte, La Goulette)
- Entre 1580 et 1640, le Portugal ainsi que ses possessions ont partagé le même monarque dans une union dynastique æque principaliter[1].

## Empire colonial britannique

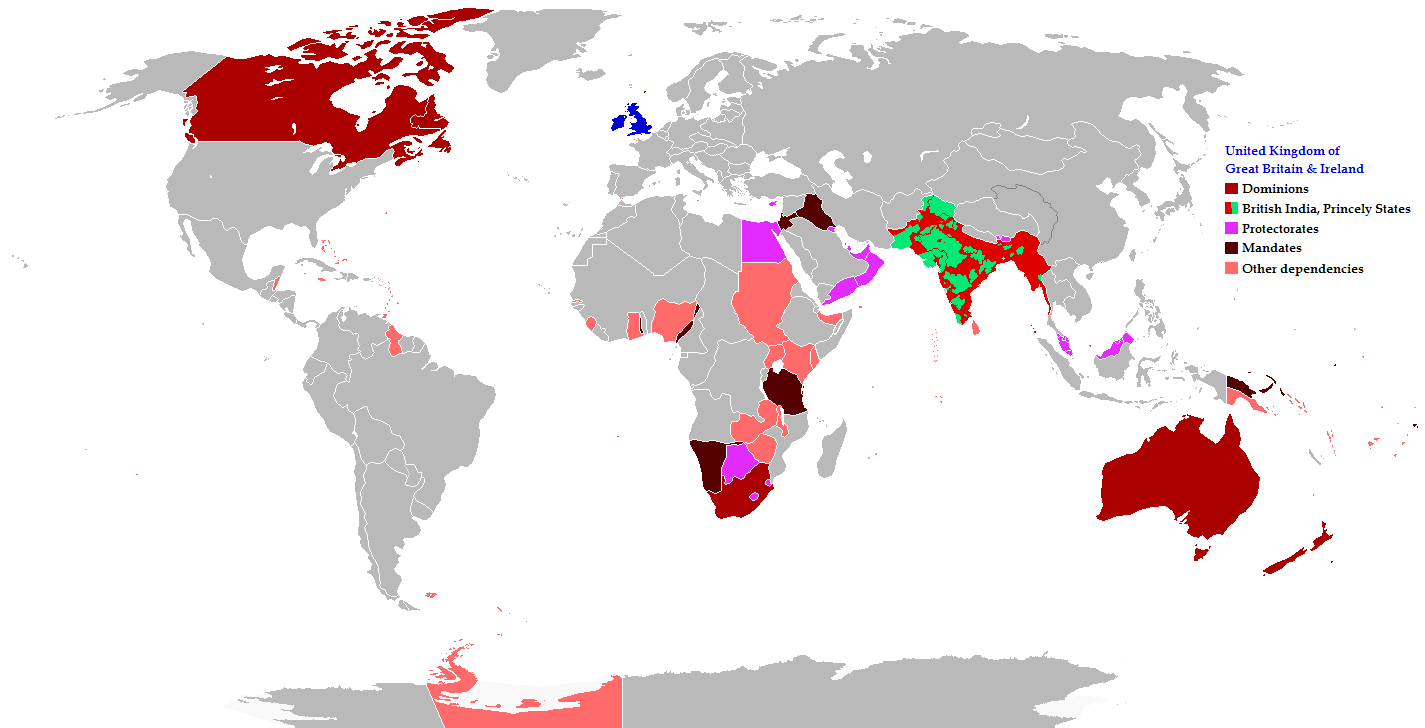
L'empire britannique en 1919

Liste des territoires ayant fait partie de l’empire colonial britannique : 
- en Amérique
  - États-Unis
    - Les treize colonies (1607-1776)

L'empire britannique en 1952.

    - Rive gauche du Mississippi (1763-1785)
    - Oregon (1812-1846)

  - Canada
    - L'Amérique du Nord britannique (1763[2]-1867)
    - Terre-Neuve (1610-1907)

  - Bermudes (depuis 1609)
  - Bahamas (1647-1973) dont le Royaume-Uni conserve les Îles Turks-et-Caïcos
  - Honduras britannique (Belize) (fin XVIIe-1981)
  - Côte des Mosquitos (1844-1860)
  - Jamaïque (1655-1962) dont le Royaume-Uni conserve l'archipel des Caïmans
    - Antigua-et-Barbuda (1632-1981)
    - Saint-Christophe-et-Niévès (1623-1983)
    - Barbade (17 février 1627-1966)
    - Grenade (1763-1974)
    - Saint-Vincent-et-les-Grenadines (1763-1979)
    - Sainte-Lucie (1814-1979)
    - Dominique (1763-1978)
    - Montserrat (depuis 1632)
    - Anguilla (depuis 1650)
    - Îles Vierges britanniques (depuis 1672)

  - Trinité-et-Tobago (1797-1962)
  - Guyane britannique (Guyana) (1814-1966)
  - Malouines (depuis 1833)
- en Asie
  - Hong Kong (1842-1997)
  - Inde
  - Pakistan
  - Bangladesh (1757-1947)
  - Maldives (1887-1965)
  - Ceylan (Sri Lanka)
  - Birmanie
  - Malaisie
    - Singapour (1819-1965)
    - Sabah (1881-1963)
    - Brunei (1888-1984)

  - Palestine (actuels Israël et Territoires palestiniens) (1920-1948)
  - Transjordanie (Jordanie) (1922-1946)
  - Irak (1920-1932)
  - Koweït (1899-1961)
  - États de la Trève (1820-1971)
  - Qatar (1916-1971)
  - Bahreïn (1868-1971)
  - Oman (1891-1971)
  - Colonie d'Aden (1839-1967)
  - Protectorat d'Aden (1886-1963)
- en Océanie
  - Australie (1788-1901)
  - Nouvelle-Zélande (1840-1907)
  - Îles Salomon (1893-1978)
  - Fidji (1874-1970)
  - Nouvelles-Hébrides (Vanuatu) (1906-1980)
  - Îles Gilbert (Kiribati) (1892-1916)
  - Îles Ellice (Tuvalu) (1892-1916 et 1975-1978)
  - Tonga (1900-1970)
  - Îles Gilbert et Ellice (1916-1975)
  - Nauru (mandat de l'Empire britannique administré par l'Australie)
- en Afrique
  - Afrique du Sud (1806-1910)
    - Transvaal (1877-1881 et 1902-1910)
    - Basutoland (Lesotho) (1868-1966)
    - Swaziland (1902-1968)

  - Bechuanaland (Botswana) (1885-1966)
  - Rhodésie du Nord (1911-1964) et Rhodésie du Sud (1923 - 1964)
  - Nyassaland (Malawi) (1891-1964)
  - Zanzibar (1890-1964)
  - Togoland britannique (Ghana) (1916-1956)
  - Tanganyika (Tanzanie) (1919-1961)
  - Kenya (1920-1963)
  - Cameroun britannique (actuels Cameroun et Nigeria) (1922-1961)
  - Ouganda (1894-1962)
  - Somaliland (1884-1960)
  - Nigeria (1886-1960)
  - Côte de l'Or (Ghana) (1806-1957)
  - Sierra Leone (1792-1961)
  - Gambie (1816-1965)
  - Soudan anglo-égyptien (Soudan) (1899-1956)
  - Égypte (1914-1922)
  - Seychelles (1814-1976)
  - Maurice (1810-1968)
- en Europe
  - Gibraltar (depuis 1713)
  - Minorque (1713-1802)
  - Malte (1814-1964)
  - Îles Ioniennes (1815-1864)
  - Chypre (1878-1960) dont le Royaume-Uni conserve les territoires d'Akrotiri et Dhekelia
- en Antarctique
  - L'Antarctique n'a jamais été à proprement parler colonisé, à moins de considérer les recherches scientifiques comme des tentatives d'appropriation. Plus de 25 pays ont des bases scientifiques en Antarctique et 7 d'entre eux y revendiquent des territoires (Australie, Nouvelle-Zélande, Royaume-Uni, France, Norvège, Argentine et Chili) mais ces revendications sont gelées (terme approprié) par le Traité sur l'Antarctique. Ces pays ont des divisions administratives en Antarctique et dans les îles de l'océan Austral. Pour le Royaume-Uni, cette division est le Territoire antarctique britannique qui inclut la Terre de Graham, les Îles Shetland du Sud, les Îles Orcades du Sud et le bout de la péninsule Antarctique. Jusqu'en 1962 ce territoire était rattaché administrativement aux îles Malouines.
- Territoires océaniques

Ces îles isolées britanniques sont restées jusqu'à présent rattachées du Royaume-Uni :
- - Bermudes
  - Îles britanniques de l'océan Atlantique sud :
    - Ascension
    - Ste-Hélène
    - Tristan da Cunha et îles proches

  - Malouines
  - Chagos
  - Pitcairn et îles proches dans le Pacifique

## Empire colonial français
Liste des territoires ayant fait partie de l’Empire colonial français :

Voir aussi Premier empire colonial français (1534-1815), Liste des colonies françaises

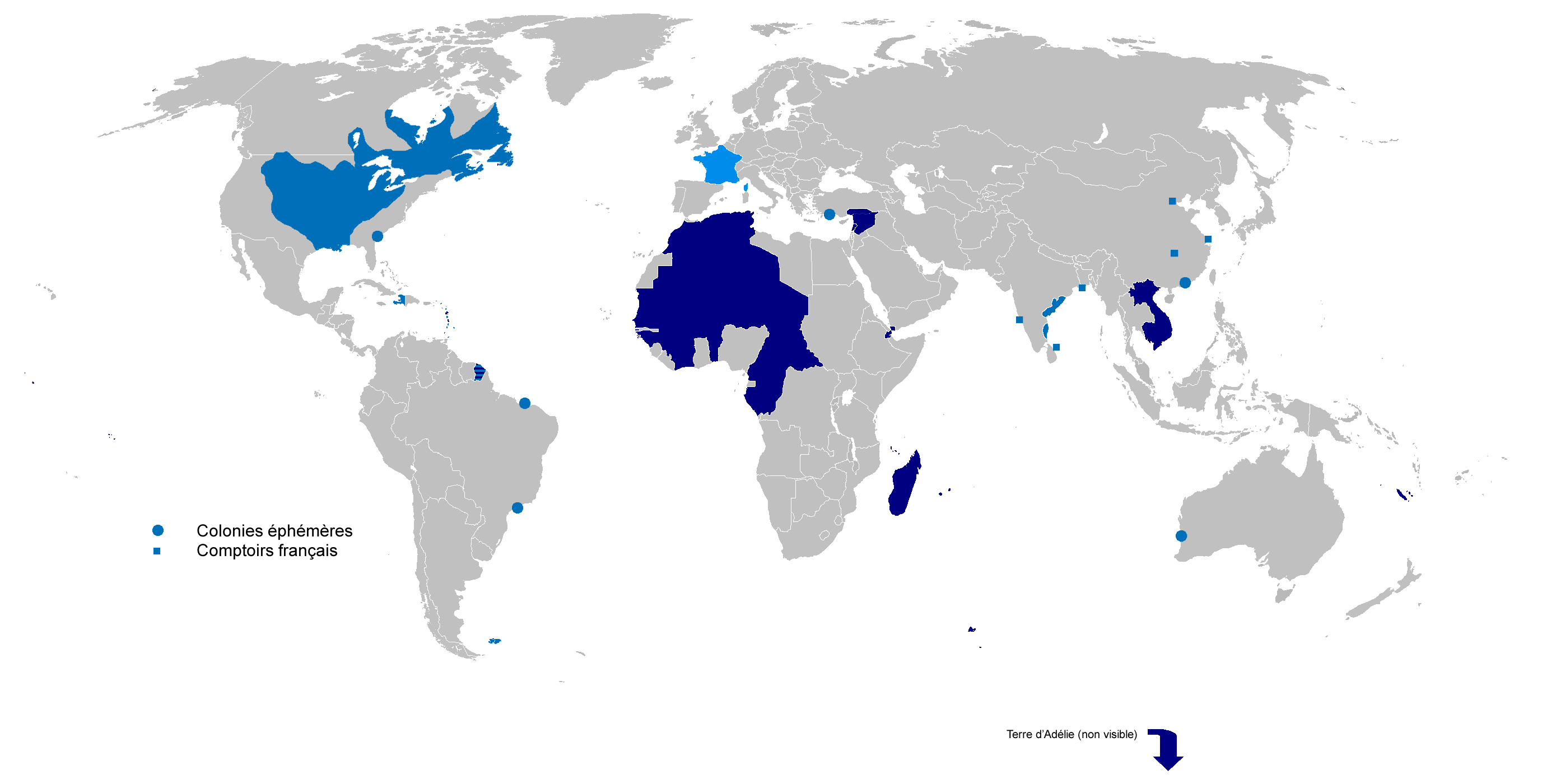
Les différents espaces colonisés par la France au long de son histoire.

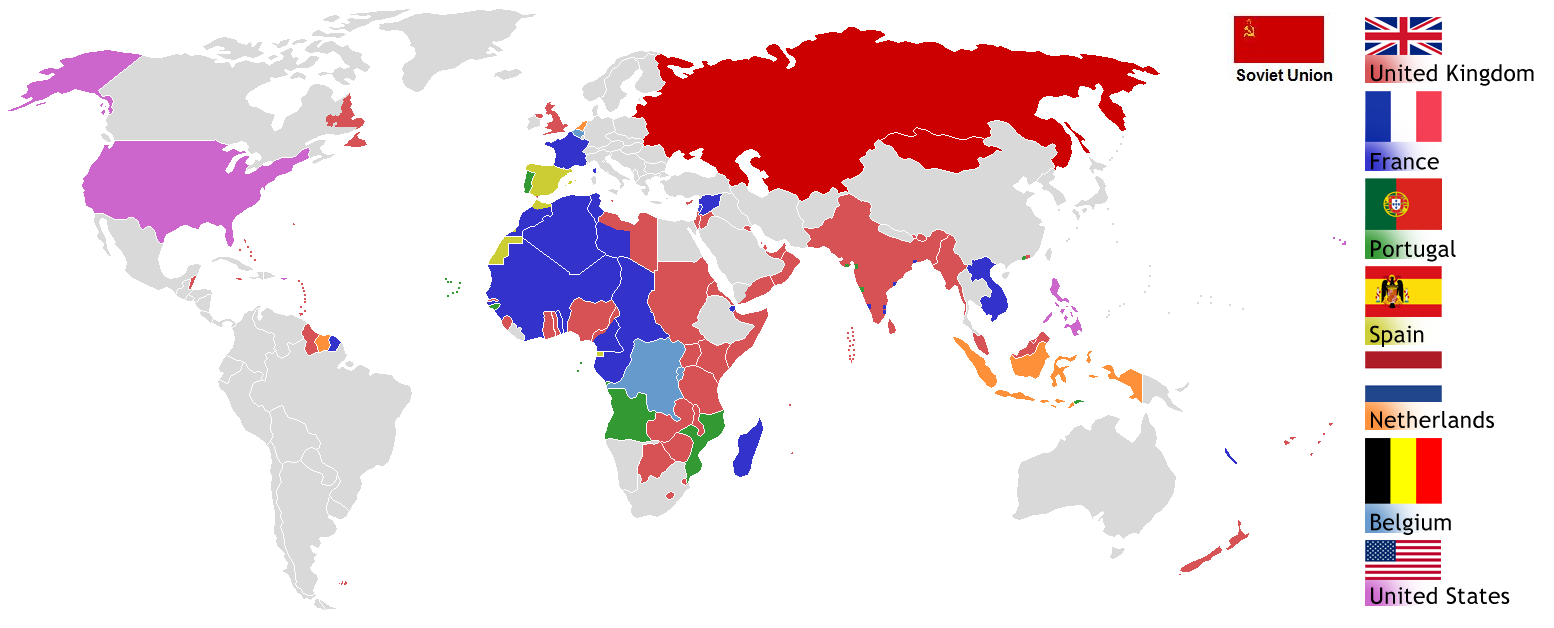
L'Empire colonial français en 1945.

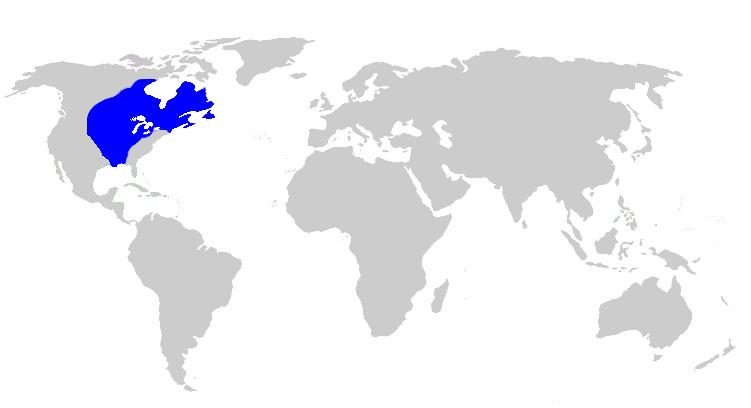
La Nouvelle-France.

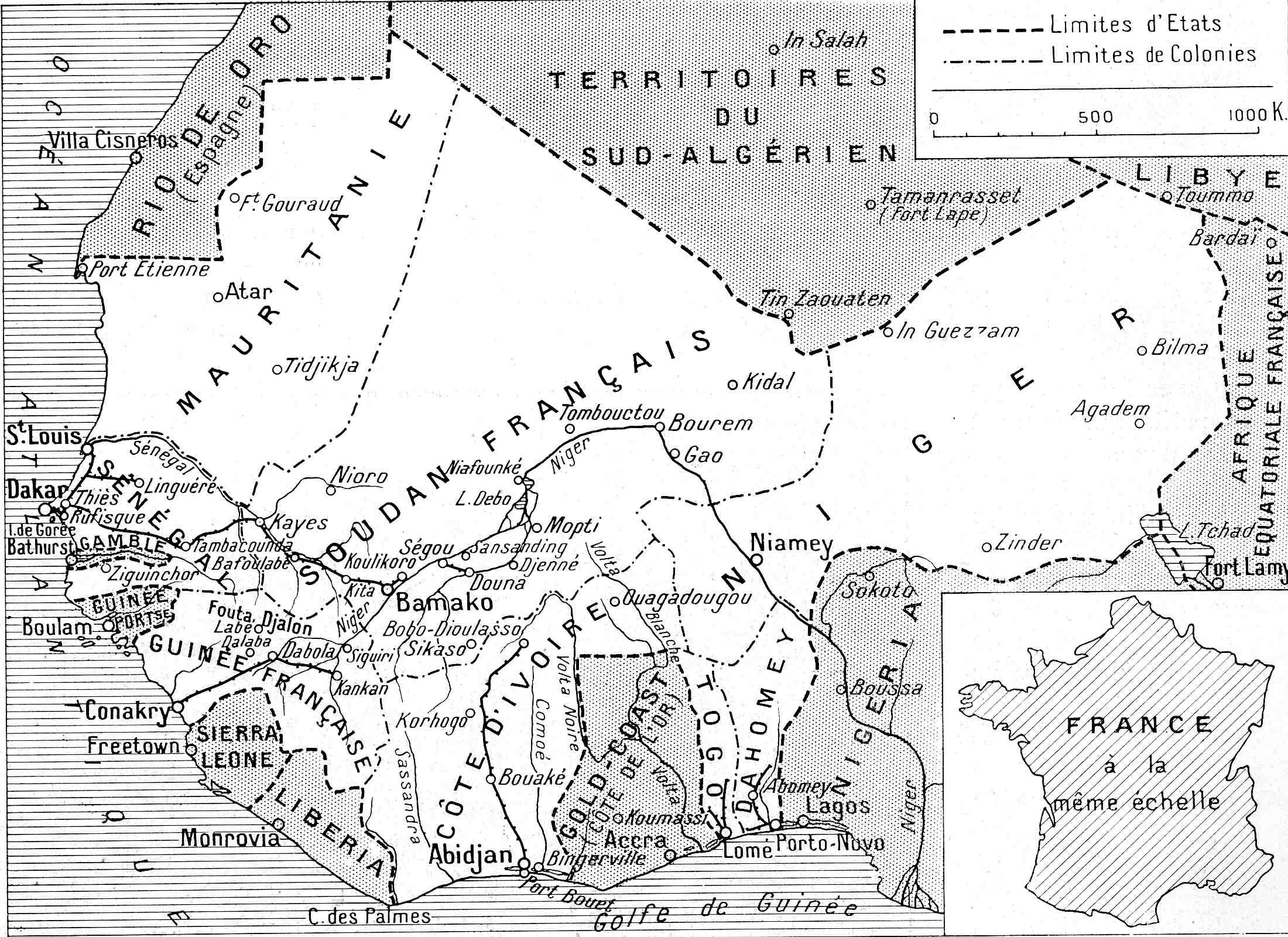
Afrique occidentale française.

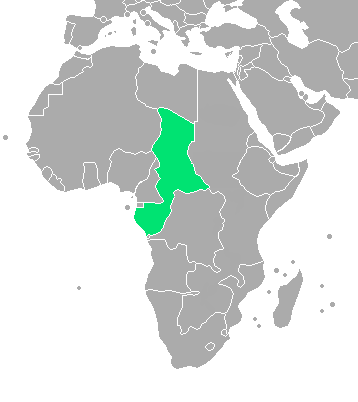
Afrique-Équatoriale française.

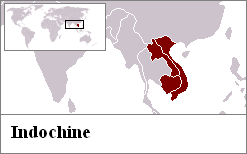
L'Indochine française.

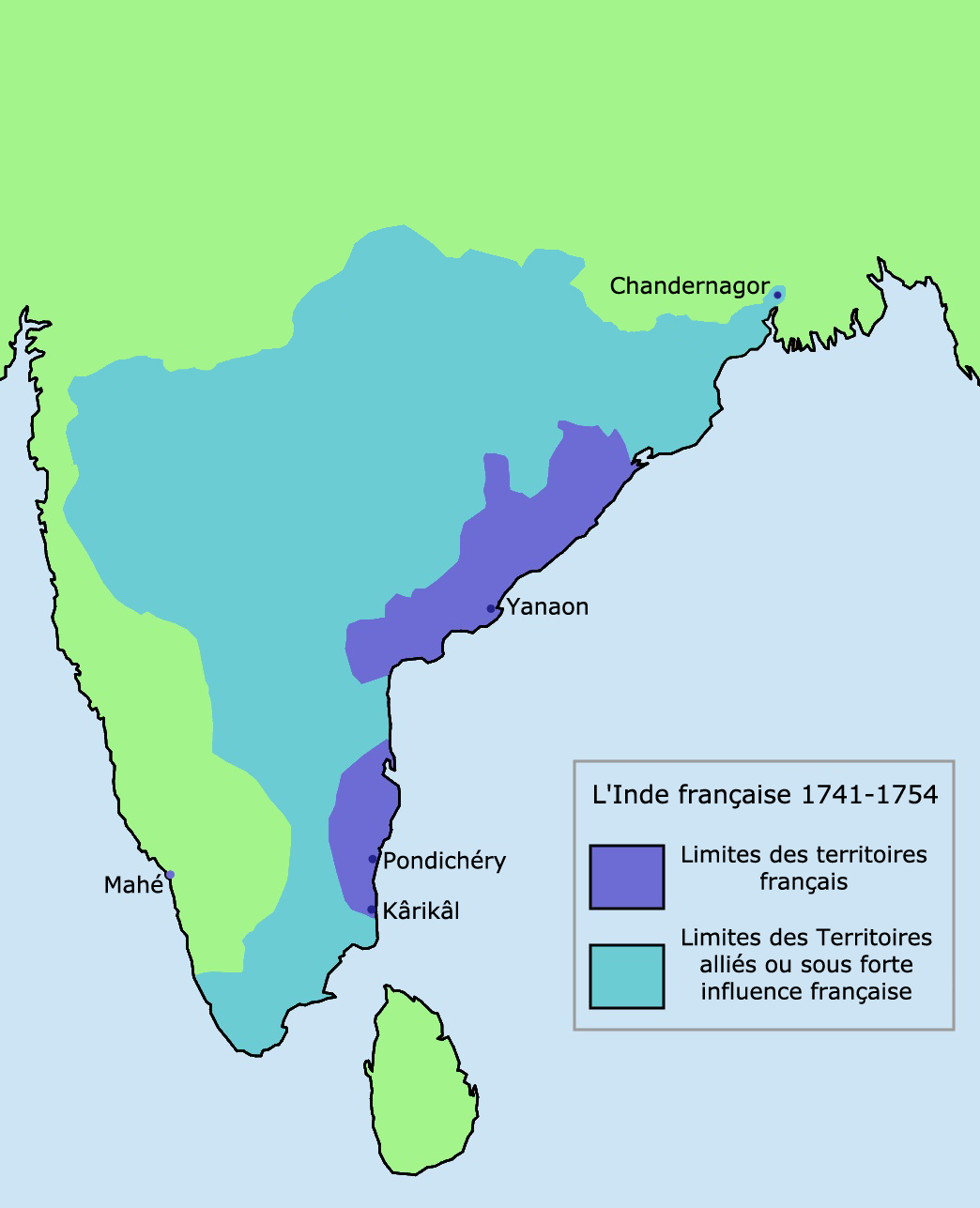
L'Inde française.

### En Amérique
- Haïti (1626-1804)
- République dominicaine
- Nouvelle-France (1534-1763)
  - Acadie (1604-1713)
  - Canada (Nouvelle-France) (1608-1763)
  - Louisiane (Nouvelle-France) (1682-1763, puis 1800-1803)
- La Floride (occupation par des Huguenots) (1562-1565)
- La France antarctique (baie de Rio de Janeiro) (1655-1660)
- La Guyane (Depuis 1503)
- La Guadeloupe (Depuis 1635)
- La Martinique (Depuis 1635)
- Les Îles Malouines (1764-1767)
- L'île Clipperton (Depuis 1711)
- Saint-Pierre-et-Miquelon (Depuis 1604)
- Saint-Martin (Depuis 1624)
- Saint-Barthélemy (Depuis 1648)
- L'île Dominique (pays) (1625-1814)
- Saint-Domingue (1627-1804)
- L'île de la Grenade (1650-1762)
- Saint-Vincent-et-les-Grenadines (1700-1783)
- L'île de Sainte-Croix (Îles Vierges Américaines) (1651-1733)
- L'île Saint-Christophe (1600-1660)
- L'île Antigua (brièvement)
- L'île de Montserrat (brièvement)
- L'île de Sainte-Lucie (brièvement)
- L'île de Saint-Eustache (brièvement)
- L'île de Tobago (brièvement)
- La France équinoxiale (brièvement)

### En Afrique
- Égypte
- Maroc (1912-1956)
- Algérie (1830-1962)
- Tunisie (1881-1956)
- Mauritanie (1902-1960)
- Soudan français (devenu Mali à son indépendance (1883-1960)
- Albreda en Gambie (1681-1857)
- Enclaves de Forcados et Badjibo au Nigeria (1900-1927)
- Sénégal (1677-1960)
- Guinée ou Guinée française (1891-1958)
- Côte d'Ivoire (1843-1960)
- Haute-Volta (actuel Burkina Faso) (1896-1960)
- Togo (1918-1960)
- Dahomey (actuel Bénin) (1883-1960)
- Niger (1890-1960)
- Tchad (1900-1960)
- Cameroun français (actuel Cameroun) (1918-1960)
- Gabon (1839-1960)
- République du Congo ou Congo français (1875-1960)
- République centrafricaine (1905-1960)
- Madagascar (1896-1960)
- L'Archipel des Comores (1841-1975)
- L’Île de La Réunion (Depuis 1710)
- L'Île Maurice (1715-1810)
- Djibouti (1862-1977)
- L’Île de Mayotte (Depuis 1841)
- Les Seychelles (1756-1810)
- Les Îles Éparses (Bassas da India, île Europa, île Juan de Nova, îles Glorieuses, île Tromelin)
- Colonie du Cap (1810-1814)

### En Asie

#### L'Indochine française
- Laos (1893-1954)
- Cambodge (1863-1953)
- Viêt Nam (1858-1954)

#### Indes
- Une partie de l'Inde (Établissements français de l'Inde) (1668-1954)
- Comptoirs d'Inde (Pondichéry (1765-1954), Karikal (1802-1954), Mahé, Yanaon (1816-1954) et Chandernagor jusqu'en 1954) Inde Française (1741.1754.

#### Chine
- Territoire à bail de Kouan-Tchéou-Wan (Guangzhou Wan, 1898-1945)
- Concessions étrangères en Chine : Concession française de Shanghai, Guangzhou, Tianjin et Hankou

#### Proche-Orient
- Liban (1920-1943)
- Syrie (1920-1946)

#### Indonésie
- Indonésie (1810-1814)

### En Océanie
- Polynésie française (Depuis 1880)
- Nouvelle-Calédonie (Depuis 1853)
- Îles Wallis-et-Futuna (Depuis 1887)
- Nouvelles-Hébrides (Actuel Vanuatu) (1906-1980)

### En Antarctique
- L'Antarctique n'a pas été colonisé, et si plus de 25 pays y ont des bases scientifiques, seuls 7 d'entre eux y revendiquent des territoires (Australie, Nouvelle-Zélande, Royaume-Uni, France, Norvège, Argentine et Chili) mais ces revendications sont gelées par le Traité sur l'Antarctique. Ces pays ont des divisions administratives en Antarctique et dans les îles de l'océan Austral. Pour la France, ces divisions sont :
  - Terres australes et antarctiques françaises (îles Crozet, îles Kerguelen, île Amsterdam, île Saint-Paul)
  - La Terre Adélie (découverte en 1840).

## Empire colonial belge

Apogée de l'Empire colonial belge en 1930.

Liste des territoires ayant fait partie de l’empire colonial belge :
- en Afrique:
  - Congo belge (actuelle République démocratique du Congo) (1885-1908 sous Leopold II, 1908-1960 sous la Belgique)
  - Colonie du Ruanda-Urundi (Rwanda et Burundi contemporains) (1916-1962, sous mandat à partir de 1923 et ralliés au Congo en 1925)
- en Asie:
  - Concession de Tianjin (Chine)
  - Ichhapur et Banquibazar, Inde (Compagnie d'Ostende)
- en Amérique:
  - Santo Tomás de Castilla (Guatemala)

## Empire colonial néerlandais

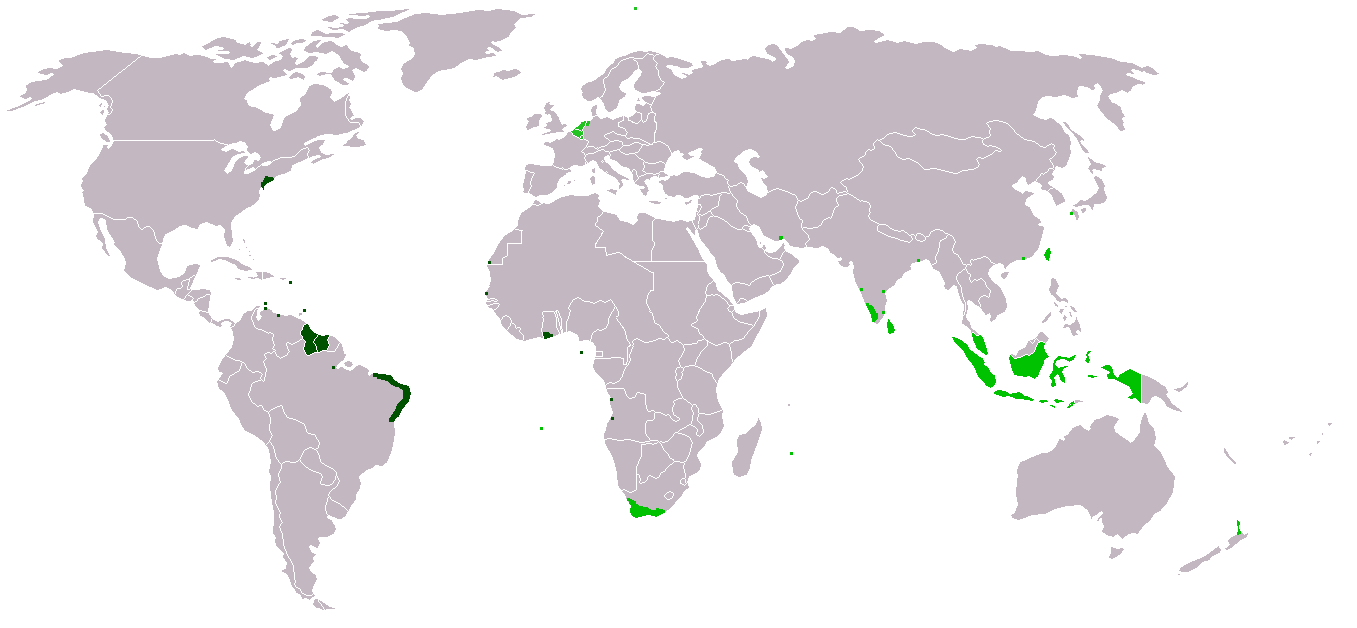
Carte des territoires colonisés à un moment ou à un autre par les Pays-Bas ou les Provinces-Unies. Ceux en vert foncé sont administrés par la Compagnie néerlandaise des Indes occidentales, ceux en vert par la Compagnie néerlandaise des Indes orientales.

Liste des territoires ayant fait partie de l’empire colonial néerlandais :

### en Asie
- Indonésie (XVIIe-1949)
- Malacca (péninsule malaise) (1641-1824)
- Ceylan (Sri Lanka) (1658-1796)
- Formose (Taïwan) (1624-1662)

### en Amérique
- Suriname (1667-1975)
- Guyana (1616-1814)
- Antilles néerlandaises (Bonaire, Curaçao, Saint-Martin, Saint-Eustache et Saba) (depuis le XVIIe)
- Aruba (depuis 1636)
- Tobago (1628-1677)
- Îles Vierges (1625-1680)
- Brésil hollandais (1624-1654)
- La Nouvelle-Amsterdam (New York) (1626-1664, 1673-1674)

### en Afrique
- Colonie du Cap (1652-1814)
- Île Maurice (1598-1710)
- Divers comptoirs sur les côtes africaines et asiatiques au XVIIe : Gorée, Elmina, São Tomé, Cochin, Nagapattinam.

## Autres Empires coloniaux européens

### Empire colonial danois

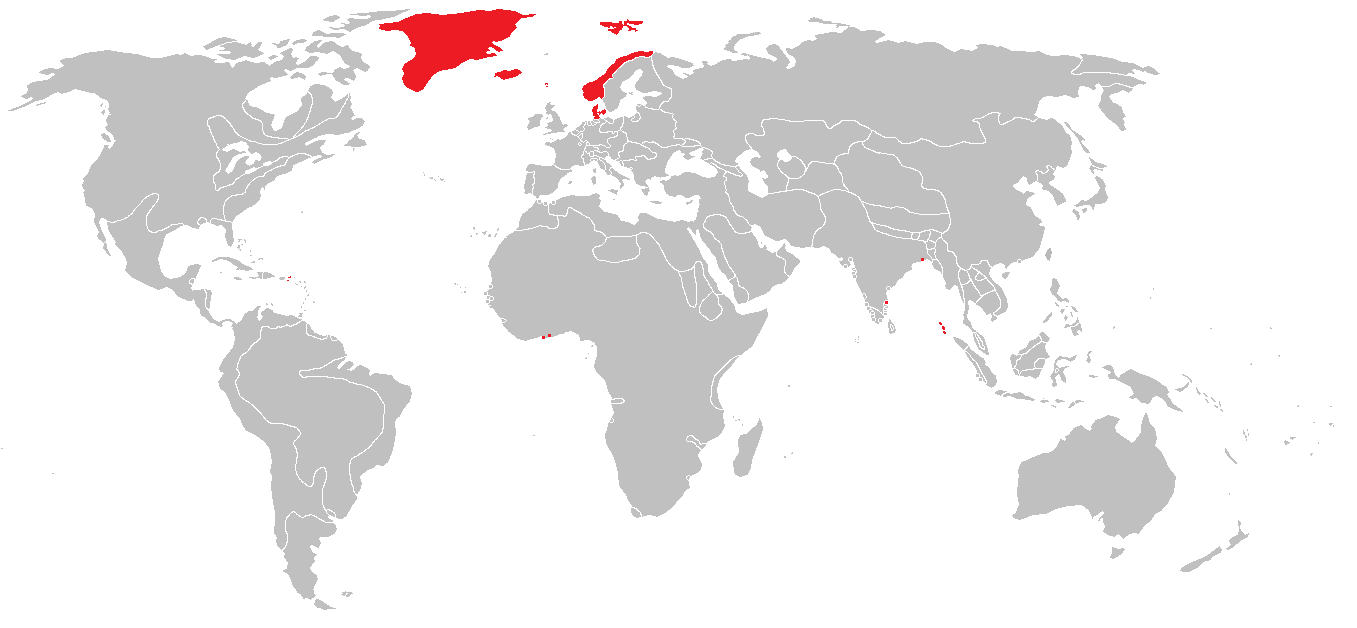
L'empire colonial danois.

#### Europe
- Estonie danoise (1206-1346)
- Islande (1380-1944)
- Les Îles Féroé (depuis 1815), pays constitutif
- Les Orcades (800c-1469)
- Les Shetland (850c-1470c)

#### Amérique
- Groenland (depuis 1721, autonome depuis 1979)
- Île Hans
- Indes occidentales danoises (Antilles danoises)
  - Îles Vierges (1672-1917) (désormais Îles Vierges des États-Unis

#### Asie
- Inde danoise
  - Tranquebar (1620-1845)
  - Serampore (1755-1845)
  - Achne (1755-1845)
  - Pirapur (1755-1845)
  - Îles Nicobar (1754-1848)

#### Afrique
- Côte-de-l'Or danoise
- Osu (Ghana)
- Takoradi (Ghana)

### Empire colonial norvégien
Au Moyen Âge :
- Groenland (1261-1380)
- Vinland
- Royaume de Man et des Îles (royaume vassal de la Norvège jusqu'en 1266)
- Hébrides
- Îles Féroé (entre 800 et 900-1380)
- Islande (vers 1000-1380)
- Orcades (875-1469)
- Shetland (875-1472)

Au XXe siècle :
- Île Jan Mayen (depuis 1929)
- Svalbard (depuis 1920)
- Île Bouvet (depuis 1927)
- Île Pierre Ier (depuis 1929)
- Terre de la Reine-Maud

### Empire colonial suédois

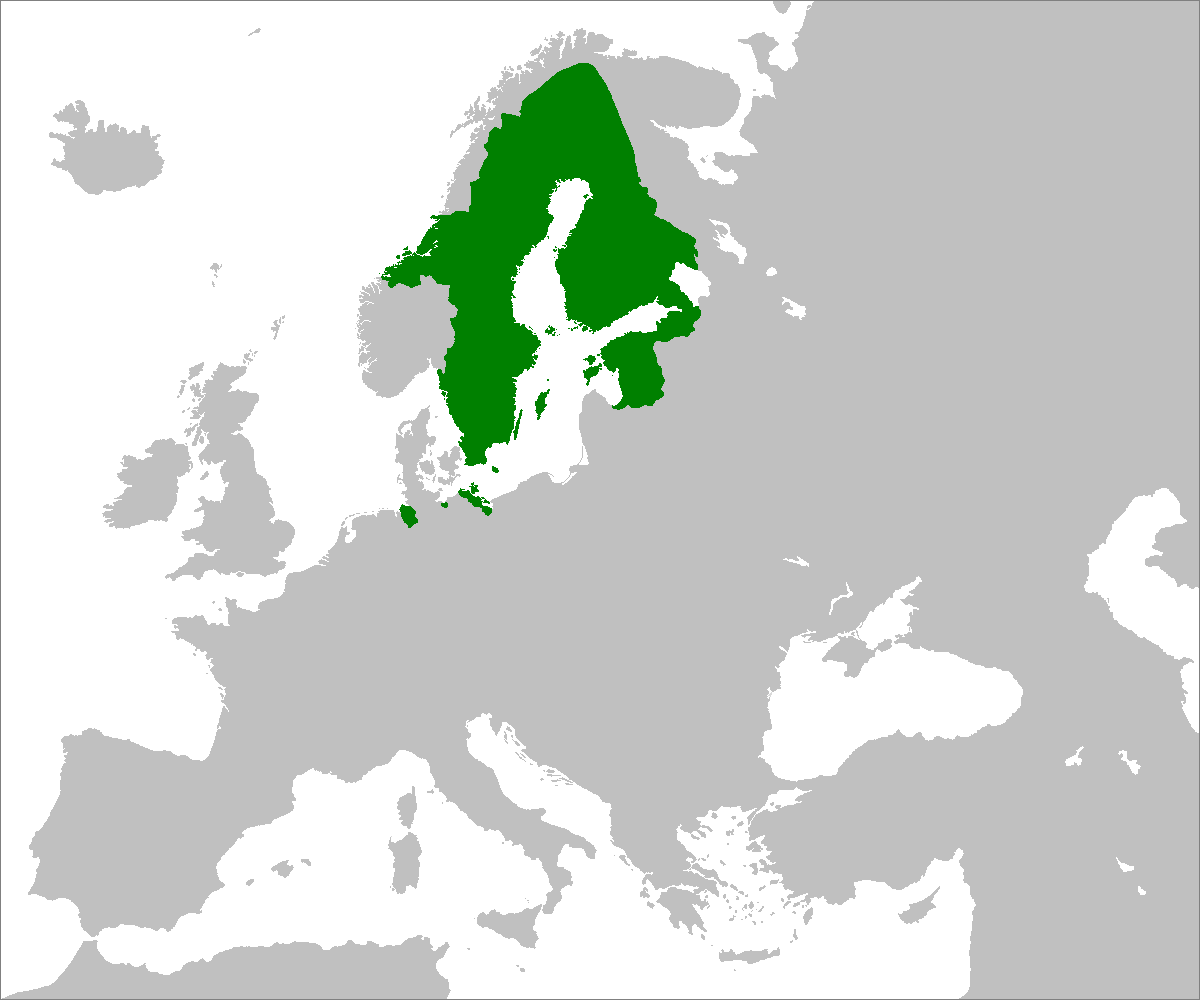
L'empire suédois au XVIIe siècle.

#### Europe
- Finlande (1229-1809)

#### Amérique
- la Nouvelle-Suède (1638-1655)
- l'île de Saint-Barthélemy (1785-1878)
- la Guadeloupe (1813-1814)

#### Afrique
- la Côte-de-l'Or suédoise (1650-1663) (Ghana), dont Cape Coast

### Empire colonial courlandais

Duché de Courlande en 1740.

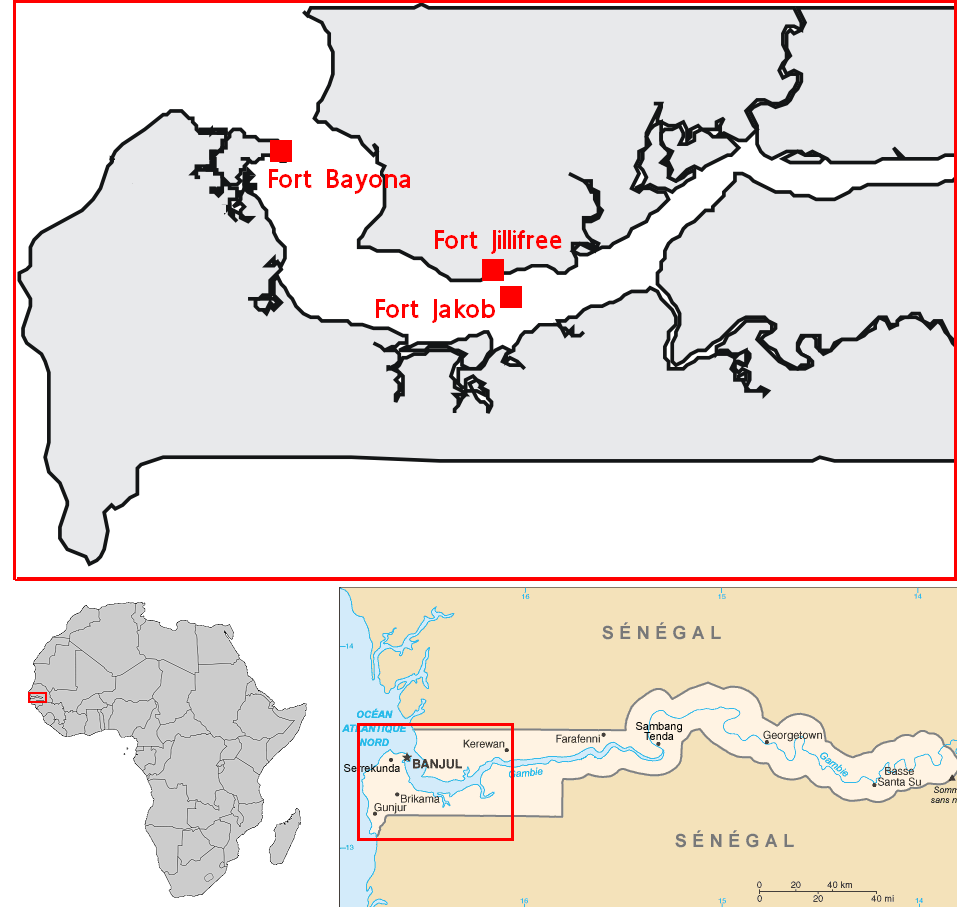
Possessions coloniales courlandaise en Gambie.

Jusqu'au XVIIIe siècle, le Duché de Courlande, vassal de la Pologne-Lituanie catholique, est un petit état protestant et aristocratique (200 000 habitants, en majorité Lettons, pour 27 226 km2) dominé par de grands propriétaires Allemands, descendant des chevaliers teutoniques et ayant une longue tradition de guerriers et de navigateurs (plusieurs d'entre eux, comme Bellinghausen, Krusenstern ou Kotzebue, voyageront, au service des tsars russes, jusqu'en Antarctique et dans le Pacifique). Cette tradition leur permet de mener des expéditions navales et de fonder des comptoirs au loin, en Afrique et en Amérique, mais ces tentatives seront éphémères, la Courlande étant annexée par l'Empire russe en 1795.
Afrique
- Gambie (1650-1661) :
  - Fort Bayona sur l'Île Sainte-Marie (St Mary's Island, Banjul)
  - Fort Jacob sur l'Île Saint-André
  - Fort Jilifree à Juffureh

Amériques
- Nouvelle-Courlande (Tobago, 1638-1689)
  - Courland Bay (1638-1650)
  - Jekaba pilseta (actuelle Jamestown, 1654-1659 ; 1668 ; 1680-1683 ; 1686-1690).
- Toco sur l'île de la Trinité[3]

### Empire colonial écossais

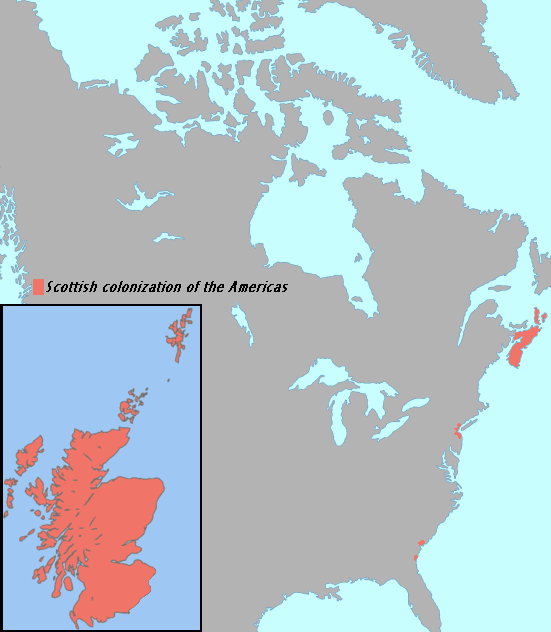
Écosse et ses colonies.

L'empire colonial écossais se constitue de quelques colonies établies en Amérique du Nord et Centrale du temps de l'indépendance du royaume d'Écosse, ainsi que de quelques implantations transatlantiques établies après les Actes d'Union (1707) : colonisation écossaise des Amériques.
- Nouvelle-Écosse (1621-1632)
- Île du Cap-Breton (attribué à l'Écosse en 1625, jamais occupé)
- East New Jersey (1683, colonie commune anglo-écossaise dont les gouverneurs étaient écossais jusqu'en 1697)
- Stuart Town (1684-1686)
- Projet Darién (1698-1700)
- Darien (1735)

### Empire colonial brandebourgeois

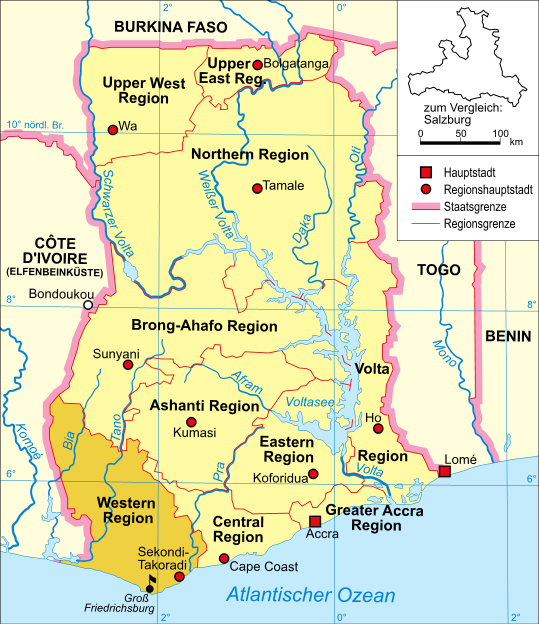
Côte-de-l'Or prussienne

Aux tournants des XVIIe et XVIIIe siècles, le Brandebourg (et son successeur le royaume de Prusse) a possédé quelques comptoirs en Afrique, connus sous le nom de Côte-de-l'Or prussienne. Cependant, mal défendus et fréquemment occupés par les Hollandais, ils ont tous été abandonnés en 1721. Il s'agissait des implantations suivantes :
- Groß Friedrichsburg (1682-1717)
- Fort-Dorothée (1684-1687, 1698-1711, 1712-1717)
- Le fort d'Arguin, situé dans l'actuelle Mauritanie et non sur la Côte de l'or, participait aussi des colonies allemandes du Brandebourg.

Le Brandebourg a aussi brièvement possédé deux îles des petites Antilles :
- Saint-Thomas (tenu en crédit-bail de la Compagnie danoise des Indes occidentales et de Guinée)
- Tertholen.

### Empire colonial allemand
- Afrique

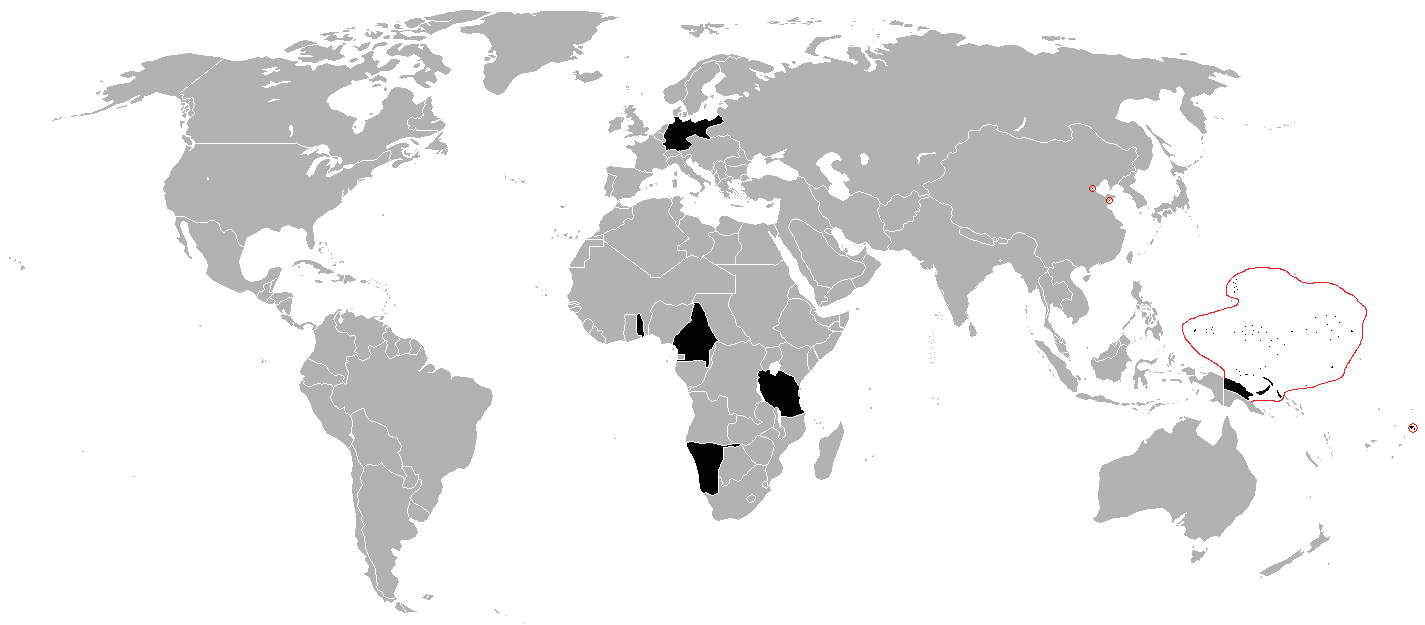
Apogée de l'Empire colonial allemand en 1914

  - Afrique orientale allemande : Tanzanie continentale, Rwanda et Burundi (1885-1916)
  - Sud-Ouest africain (Namibie) (1884-1915)
  - Togo (1884-1914)
  - Kamerun (Cameroun) (1884-1914)
- Océanie
  - Nouvelle-Guinée allemande (Kaiserine) (Papouasie-Nouvelle-Guinée) (1884-1914)
  - Îles Salomon (1886-1899)
  - Samoa occidentales (1899-1914)
  - Îles Marshall (1885-1914)
  - Îles Carolines (États fédérés de Micronésie, Palaos) (1899-1914)
  - Îles Mariannes
  - Palaos
- Autres
  - Qingdao (Chine)
  - Nouvelle-Souabe (Neuschwabenland) revendication nazie sur une partie de l'Antarctique (1939-1945)

### Empire colonial autrichien
Les historiens des régions slaves, italiennes ou roumaines ayant appartenu, du XVIIIe siècle au XXe siècle à l'empire d'Autriche, puis à l'Autriche-Hongrie, et où s'est déroulée une partie de la colonisation germanique vers l'Est, ont tendance à considérer qu'il s'agissait d'un empire colonial ; Lénine le qualifiait de « prison des peuples » et Woodrow Wilson exigea son démantèlement par le dixième de ses « 14 points » en 1918. La question est débattue, car d'autres historiens notamment allemands et autrichiens considèrent qu'il s'agit simplement de l'expansion de la Monarchie de Habsbourg en constante connexion territoriale. Ici seront donc listées uniquement les possessions autrichiennes d'outre-mer :
- Îles Nicobar (1778-1785).
- Banquibazar et Ichhapur en Inde (Bengale-Occidental, 1722-1733).
- À la suite de la révolte des boxers, concessions de Tianjin (Tientsin) et une partie du quartier des légations à Pékin de 1901 à 1917.
- La terre François-Joseph, archipel arctique ainsi baptisé en 1873 par l'expédition austro-hongroise au pôle Nord, n'a pas été colonisé par l'Autriche-Hongrie mais par l'Union des républiques socialistes soviétiques depuis 1926. Ce territoire est aujourd'hui russe.

### Empire colonial italien

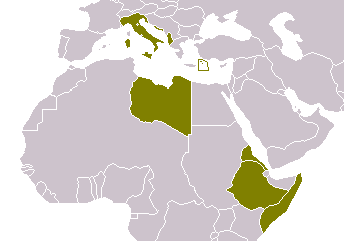
L'Empire italien à son apogée en 1940 et 1941.

#### Afrique
- Érythrée italienne (1882-1941)
- Somalie italienne (1889-1960)
- Éthiopie (1936-1941)
- Libye (1912-1943)

#### Europe
- Dodécanèse (1912-1947, administré par la Grèce après 1945) dont :
  - Rhodes (1912-1947, administrée par la Grande-Bretagne de 1945 à 1947)
  - Kastellórizo (1912-1947, administrée par la France de 1915 à 1920 et par la Grande-Bretagne de 1945 à 1947)
- Albanie (1939-1945)

#### Asie / Chine
- concession de Tientsin (1901-1943)

## Empires coloniaux euro-asiatiques

### Empire russe
Les historiens des pays non-russes annexés, du XVIIIe siècle au XXe siècle, par l'Empire russe ou par l'URSS, et où se sont déroulés des processus de russification des autochtones et de colonisation démographique russe, ont tendance à considérer qu'il s'agissait d'un empire colonial, mais la question est débattue car d'autres historiens notamment russes considèrent qu'il s'agit simplement de l'expansion de leur pays en constante connexion territoriale, tandis que les historiens favorables à l'URSS, même s'ils reconnaissent une prééminence de la Russie, décrivent cette Union comme une fédération communiste dont les membres auraient été, du moins initialement et en théorie, égaux.
- en Europe
  - Ukraine
  - Biélorussie
  - Bessarabie (Moldavie orientale)
  - Pologne
  - Lituanie (1795-1991)
  - Lettonie (1721-1991)
  - Estonie (1721-1991)
  - Finlande (1809-1917)
- en Asie
  - Arménie (1828-1991)
  - Géorgie (1801-1991)
  - Azerbaïdjan (1813-1991)
  - Kazakhstan
  - Ouzbékistan (1865-1991)
  - Turkménistan (1881-1991)
  - Kirghizistan (1876-1991)
  - Tadjikistan

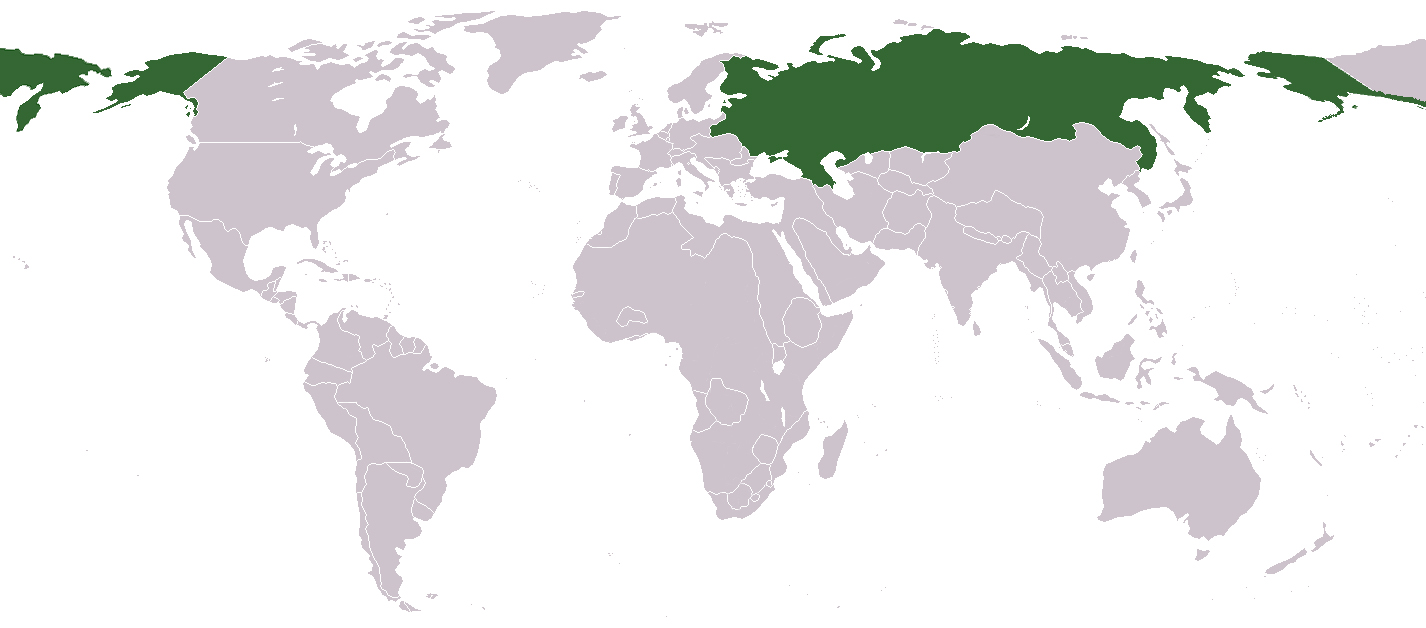
Étendue de l'Empire russe en 1860.

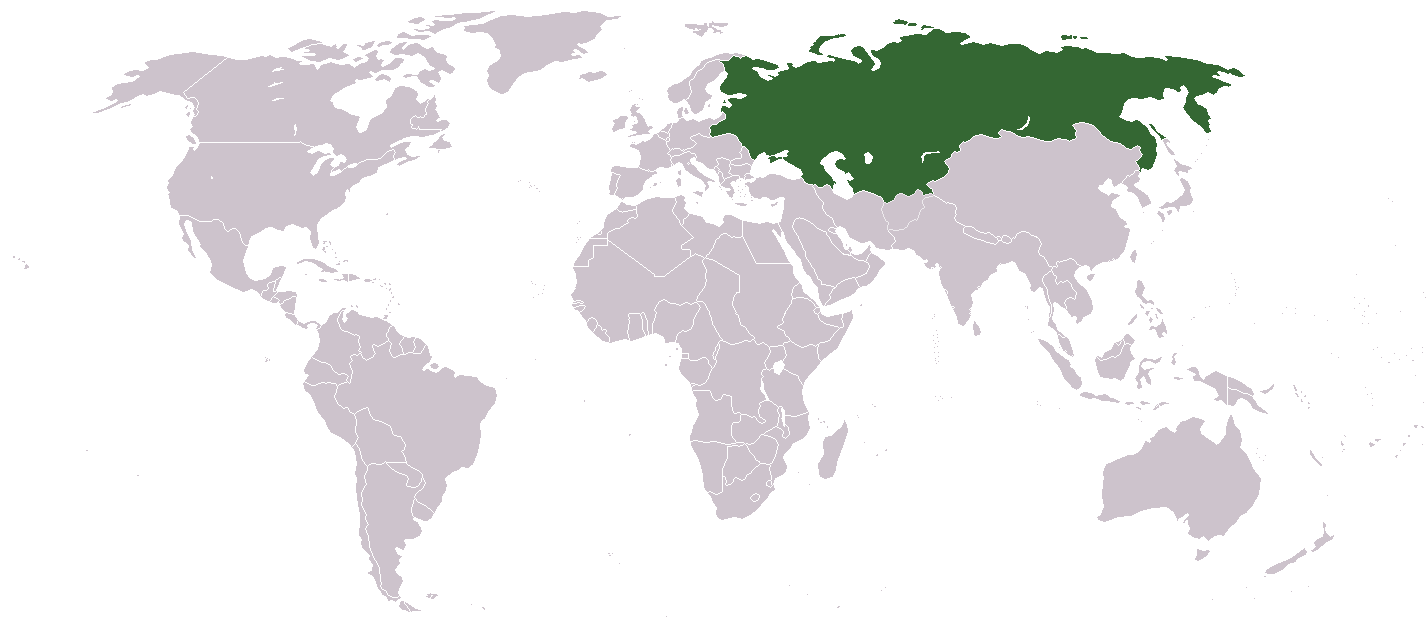
Étendue de l'Empire russe en 1914.

  - Port-Arthur (Lüshunkou) (1898-1905)
  - Extrême Orient Russe (capitale : Vladivostok)
- En Amérique
  - Alaska (1799-1867)
  - Fort Ross, Californie (1812-1841)

### Empire ottoman
On retrouve pour l'Empire ottoman le même débat que pour les empires autrichien, russe ou chinois. Du XIVe siècle au XVIIIe siècle, la « Sublime Porte » n'a cessé d'étendre ses possessions et a procédé à une colonisation turque et à une islamisation des populations soumises : les historiens des pays chrétiens conquis, grecs et arméniens au premier chef, ont tendance à considérer qu'il s'agissait d'un empire colonial tandis que de nombreux autres historiens notamment turcs considèrent qu'il s'agit simplement de l'expansion du Sultanat ottoman en constante connexion territoriale, suivie d'un reflux jusqu'à son abolition par la république turque en 1922.

Carte de l'Empire ottoman à son apogée en 1683.

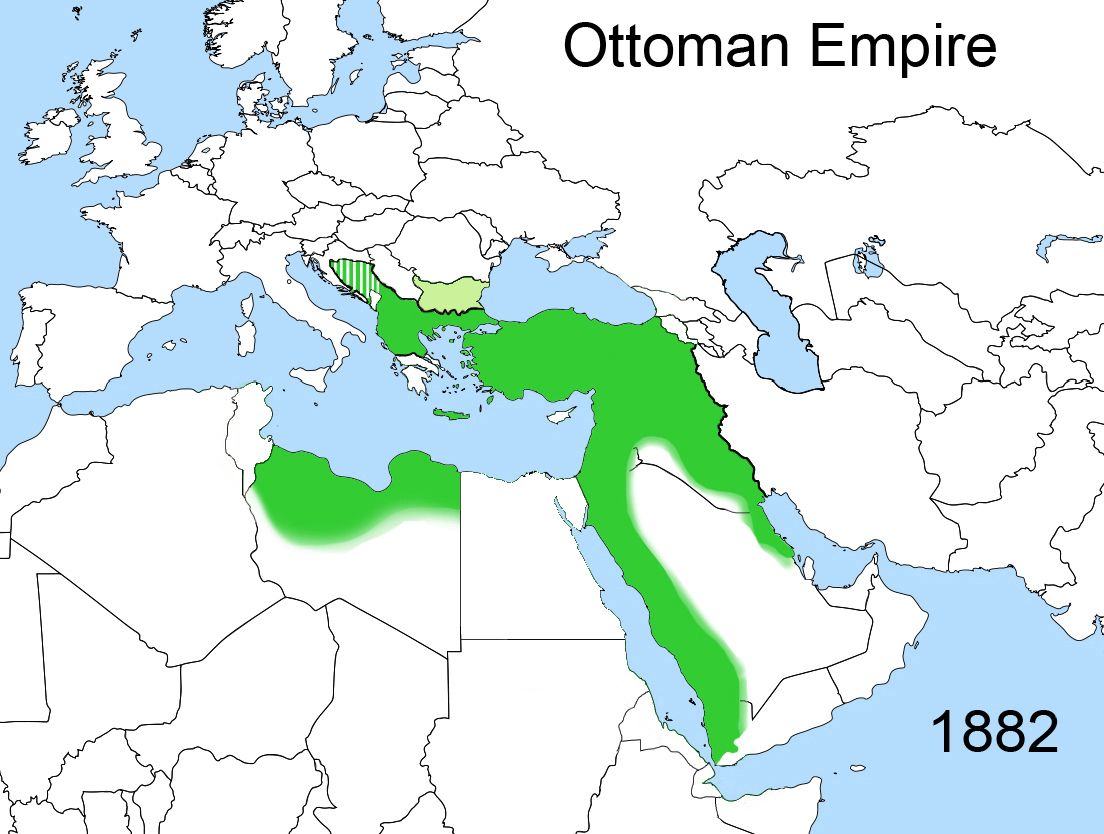
Carte de l'Empire ottoman en 1882.

L'Empire ottoman proprement dit (pachaliks, khédivats, wilayets, sandjaks, mutessarifliks, sharifats, deyliks, beyliks, rayas) :
- en Afrique

- Égypte
- Soudan
- Érythrée
- Libye
- Tunisie
- Algérie

- en Asie

- Anatolie
- Arménie
- Géorgie
- Azerbaïdjan
- Syrie
- Liban
- Palestine
- Jordanie
- Hedjaz et Asir
- Yémen du Nord
- Irak
- Koweït

- en Europe

- Thrace
- Grèce
- Macédoine
- Bulgarie
- Albanie
- Serbie
- Monténégro
- Kosovo
- Bosnie-Herzégovine
- Croatie
- Hongrie centrale
- Dobrogée
- Boudjak
- Yedisan
- Tauride
- Crimée du sud
- Chypre

Siégeant à la Sublime Porte de Constantinople, le Sultan ottoman gouvernait l'Empire proprement dit sur les plans politique, mais aussi religieux (en tant que commandeur des croyants musulmans). Il avait en outre des vassaux personnels, soit musulmans (Khanat de Crimée) soit chrétiens (en Géorgie, Moldavie, Valachie, Transylvanie et à Dubrovnik), qui lui versaient un tribut, mais qu'il ne gouvernait pas et qui ne faisaient pas partie de l'Empire ottoman comme le montrent par amalgame beaucoup de cartes historiques occidentales. En outre, fréquemment dans l'histoire de l'Empire, le Khédive d'Égypte et divers pachas (comme Ali de Yanina) et deys ou beys (par exemple en Tunisie et Algérie) menèrent une politique propre, indépendante de celle du Sultan et parfois même hostile.

### Empire omanais (sultanat d'Oman)

Extension maximale de l'empire colonial omanais au XIXe siècle. L'influence en Afrique équatoriale se manifeste à travers la culture arabo-swahilie.

Au début du XIXe siècle, l'Oman était devenu le centre d'un véritable empire qui s'étendait du Baloutchistan au nord du Mozambique. Le sultanat fut ensuite placé de fait sous protectorat britannique de 1891 à 1971, tout en conservant nominalement son indépendance.
- Le port de Gwadar (acheté par le Pakistan en 1958).
- Le Zanzibar qui devint un sultanat indépendant le 6 avril 1861 par séparation avec le sultanat d'Oman et passé sous influence britannique en 1890 pour former le protectorat de Zanzibar. Il contrôlait aussi l'île de Pemba et les côtes tanzaniennes, kényanes et sud-somaliennes au plus fort de son extension territoriale. Les Arabo-Swahilis n'étaient cependant pas des colons omanais, mais des populations autochtones islamisées et en partie arabisées.

## Autres empires coloniaux

### Chine impériale

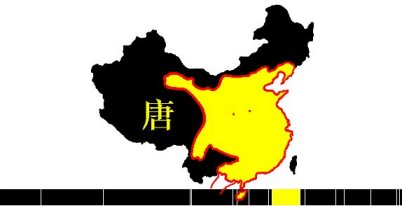
En 1910, l'Empire chinois comportait, en jaune la « Chine des 18 shěng » (ou « 18 省 provinces », pays historique des Han) et en noir les « territoires soumis » (représentés dans les frontières actuelles de la Chine).

Pour l'Empire chinois aussi, le même débat que pour les empires autrichien, russe ou turc divise les historiens entre ceux, en majorité non-chinois, qui le considèrent comme un empire colonial en raison de la colonisation démographique des « territoires soumis » par des Chinois han, et les historiens chinois qui considèrent qu'il s'agit simplement de l'expansion territoriale et démographique de la Chine en constante connexion avec le noyau initial ; quant à l'implantation des chinois outre-mer (majoritaires à Formose et Singapour), elle est considérée comme issue d'une diaspora ayant prospéré.
- Mandchourie (région d'origine de la dynastie mandchoue, issue de la minorité Mandchou, mais majoritairement Han depuis le XVIIe siècle.)
- Mongolie (tant « intérieure » qu'« extérieure » jusqu'en 1924)

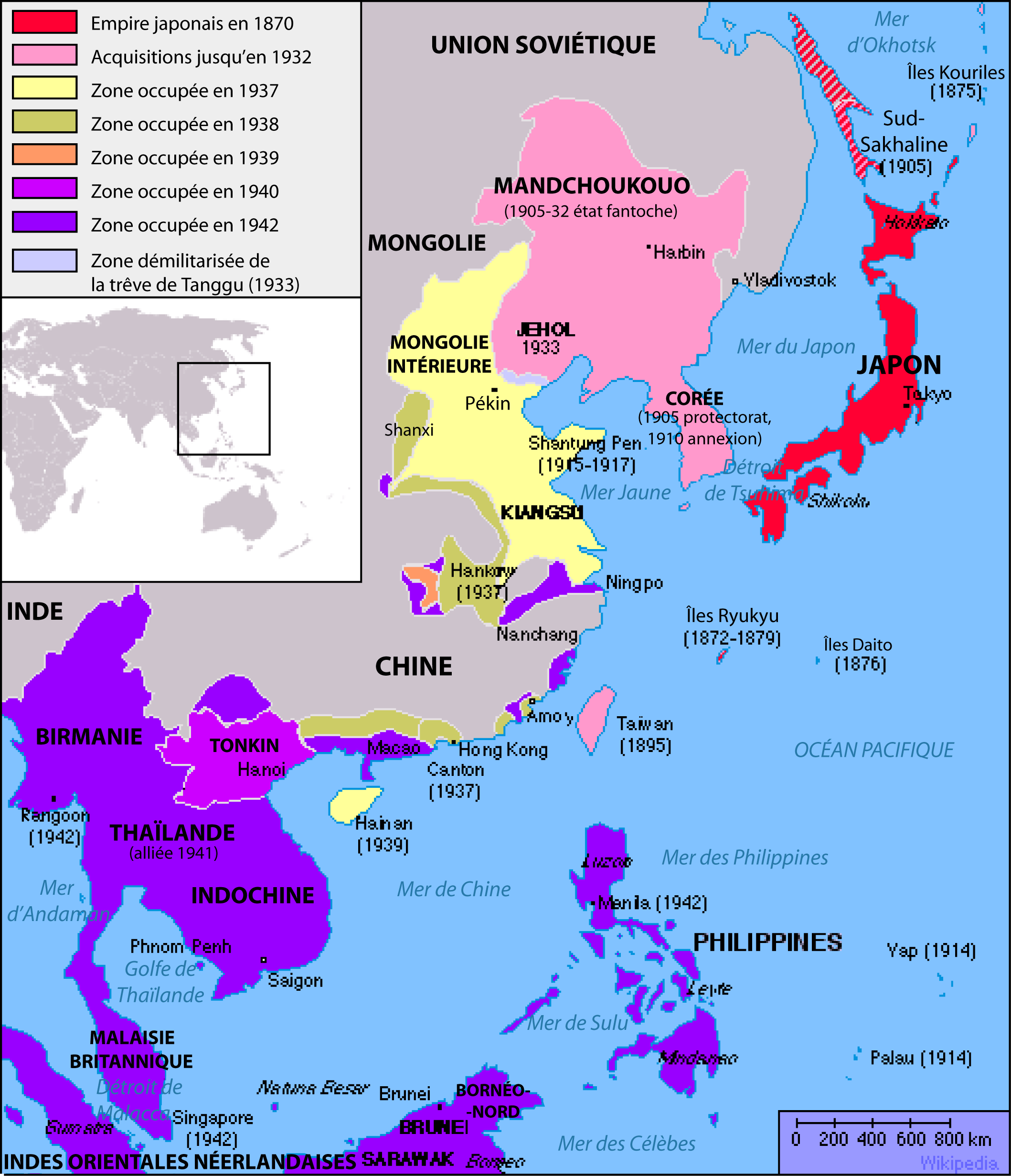
Expansion impériale japonaise.

- Turkestan oriental
- Tibet
- Pays thaï du nord ou Kouang-Si.

### Empire du Japon

#### Asie
- Mandchourie (ou « Mandchoukouo », 1931-1945)
- Formose (Taïwan) (1895-1945)
- Corée (1910-1945)
- Port-Arthur (Lüshunkou) (1905-1945)
- Sakhaline (1905-1945)
- Îles Kouriles (1905-1945)
- Liste des territoires occupés par le Japon impérial (1941/1942-1945)

#### Océanie
- Mandat des îles du Pacifique (1919-1947)
  - Îles Mariannes (1914-1944)
  - Îles Marshall (1914-1944)
  - Îles Carolines (1914-1945)

### États-Unis

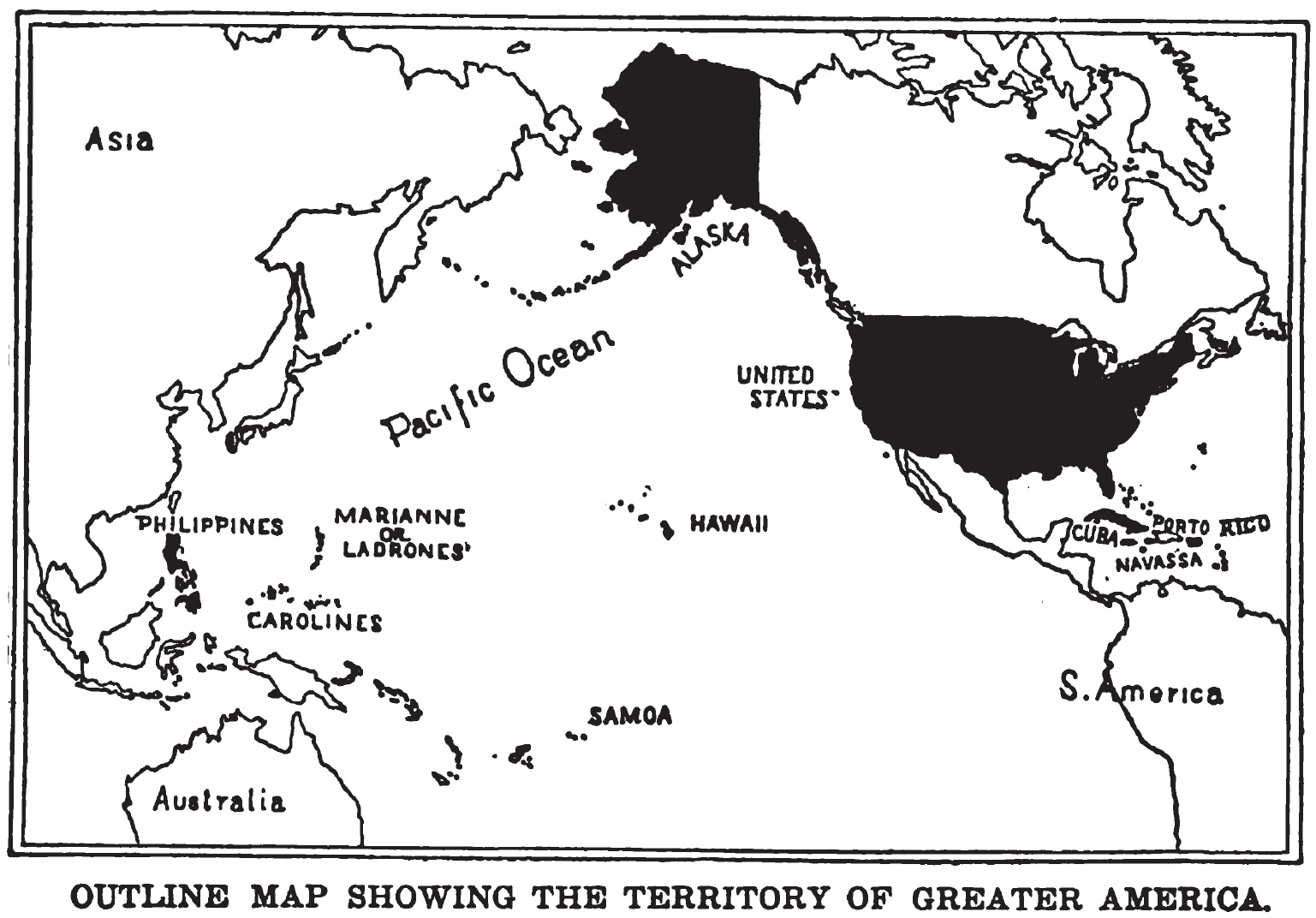
Expansion outre-mer des États-Unis, situation en 1899.

Pour les États-Unis comme pour les empires autrichien, russe, turc ou chinois, il existe deux approches : l'une qui les définit comme un empire colonial en raison de la colonisation démographique des territoires amérindiens ou antérieurement mexicains par des immigrants européens, l'autre qui considère qu'il s'agit simplement de l'expansion territoriale et démographique d'une nouvelle nation à partir du noyau initial des premières treize colonies. C'est pourquoi ne sont listés ici que les territoires américains d'outre-mer :
- Divers atolls du Pacifique occupés par les États-Unis entre 1859 et 1899
- Hawaï, annexé en 1897 et dont les autochtones représentent 6 % de la population au recensement de 2010
- Concessions en Chine entre les deux guerres mondiales (Quartier des légations de Pékin, concessions à Shanghai et à Tientsin)
- Philippines (1898-1946)
- Porto Rico (depuis 1898)
- Panama (zone du canal 1903-1999)
- Guantanamo (sur l'île de Cuba depuis 1903) ainsi que l'île de la Navasse qui lui est rattachée (malgré de nombreuses revendications de la part d'états voisins).
- Îles Vierges des États-Unis (depuis 1917)
- Guam (depuis 1898)
- Samoa américaines (depuis 1899)
- Libéria
- États fédérés de Micronésie
- Palaos
- Îles Marshall

Sous tutelle japonaise depuis 1919, les trois derniers ont été militairement occupés en 1944, placés sous tutelle américaine de 1947 à 1986, puis reconnus indépendants en 1990.

### Nouvelle-Zélande
- Îles Cook (1901-1965) (État associé depuis cette date)
- Niue (1901-1974) (État associé depuis cette date)
- Tokelau (depuis 1926)
- Samoa (occupé en 1914, mandat de la SDN en 1920, indépendance en 1962)

### Australie
- Papouasie (1905-1949)
- Territoire de Nouvelle-Guinée (occupé en 1914, mandat de la SDN en 1920, jusqu'en 1949)
- Territoire de Papouasie et Nouvelle-Guinée (1949-1975)
- Nauru (occupé en 1914, mandat de la SDN au nom de l'empire britannique administré par l'Australie en 1920, jusqu'en 1968)

### Afrique du Sud
- Sud-Ouest africain (occupé en 1914, mandat de la SDN en 1920, indépendance en 1990)